# Aérodrome de Sisteron-Vaumeilh
L'aérodrome de Sisteron - Vaumeilh (anciennement aérodrome de Sisteron-Thèze)  (code OACI : LFNS) est un aérodrome du département des Alpes-de-Haute-Provence. Situé sur la commune de Vaumeilh, au bord de la Durance, il est doté d'une piste non revêtue, et n'a pas de balisage lumineux. Il est utilisable par les avions, les planeurs, les hélicoptères, les ULM.
L’aérodrome de Sisteron-Vaumeilh est un haut lieu du vol à voile internationalement connu. Plus de 13 000 heures de vol  de planeur y ont été effectuées en 2015. L'activité y est particulièrement forte de mars à octobre.
L’aérodrome de Sisteron-Vaumeilh a accueilli la finale mondiale du Sailplane Grand Prix (SGP) organisé par la  Fédération aéronautique internationale du 8 au 16 mai 2014. Le titre de champion du monde du 5e SGP y a été disputé. Sont montés sur le podium  : Didier Hauss, FRA (1er), Sebastian Kawa, POL (2nd), Uli Schwenk, GER (3e).

## Situation
L'aérodrome est situé sur la commune de Vaumeilh, à 10 km au nord de Sisteron et dans la partie est de la vallée de la Durance.

## Conditions d'utilisation

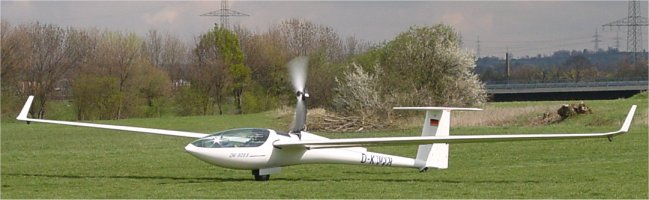
DG-808B de 18 m, moteur sorti.

L'aérodrome de Sisteron-Vaumeilh fait partie de la liste no 3 (aérodromes agréés à usage restreint) des aérodromes autorisés au 31 décembre 2014. Il est "réservé au vol à voile, au parachutisme et aux avions de servitude. Utilisable par les hélicoptères dans des conditions définies par le directeur de la sécurité de l'aviation civile Sud-Est.".
L'usage de l’aérodrome peut être étendu par NOTAM aux aéronefs utilisant les services des entreprises situées en bordure de l'aérodrome.
Il est réservé aux aéronefs munis de radio. Le contact est obligatoire sur la fréquence 120.05.
Des procédures et consignes particulières d'utilisation sont publiées sur la carte VAC pour les périodes de forte activité de vol à voile.

## Infrastructures
L'aérodrome est doté d’une piste non revêtue (orientée 17/35 (QFU 174/354) de 950 m de long sur 80 m de large dont une partie de 700 m de long sur 10 m de large est revêtue.
L'aérodrome n'a pas de balisage lumineux et n'est donc pas agréé pour le VFR de nuit, ni IFR.
Il n'y a ni douanes, ni police, ni de SSLIA (Service de sauvetage et de lutte contre l'incendie des aéronefs).
Il n'y a pas de service de contrôle.
Le gestionnaire de l'aérodrome est le Syndicat intercommunal d'aménagement et de gestion (SIAG) de l’aérodrome de Sisteron-Vaumeilh depuis 2004. L'exploitant de l'aérodrome est l'aero-Club International de Sisteron (ACIS).
Un  camping et un restaurant, le Zinc sont implantés sur l'aérodrome .

## Rattachement aux services de l'Aviation Civile
Sisteron-Vaumeilh  est un aérodrome qui dépend du district aéronautique Provence et ne dispose pas de services de la DGAC. Pour l'information aéronautique, la préparation des vols et le dépôt des plans de vol il est rattaché au BRIA (Bureau régional d'information aéronautique) de l'Aéroport de Marseille Provence.
Pour le suivi des vols VFR avec plan de vol et pour le service d'alerte l'aérodrome dépend du bureau des télécommunications et d'information en vol (BTIV) du Centre en route de la navigation aérienne Sud-Est d'Aix-en-Provence.

## Aéroclubs
Deux aéroclubs sont présents sur le terrain :
- Aéro-Ccub International Sisteron (ACIS), principalement orienté vers le vol à voile.
- Aeroclub des Trois Rivieres (AC3R) pour l'ULM.

## Autre activité
Activité de voltige planeur et avion (axe no 6911) de 650 pieds/sol à 6500 pieds/sol suivant horaires publiés.

## Entreprises voisines
Sur la zone artisanale : 
- Electravia - Hélices E-Props

- société NetWords Design décoration aéronautique

## Lien
- Site d'information de l'aérodrome de Sisteron-Vaumeilh